# Eva Karlsson
Eva Gunilla Karlsson, później Ohlsson (ur. 21 września 1961 w Karlskoga) – szwedzka kajakarka, srebrna medalistka olimpijska z Los Angeles.
Zawody w 1984 były jej jedynymi igrzyskami olimpijskimi. Pod nieobecność zawodników z wielu krajów tzw. Bloku Wschodniego po medal sięgnęła w czwórce na dystansie 500 metrów. Osadę tworzyły również Agneta Andersson, Anna Olsson i Susanne Wiberg. Zdobyła brązowy medal mistrzostw świata w 1981 na dystansie 500 metrów.